# Inui Takasi
Inui Takasi (Ómihacsiman, 1988. július 2. –) japán labdarúgó, a spanyol élvonalbeli Eibar középpályása.  Általában irányító vagy támadó középpályásként játszik, sebességével, cseleivel és kulcspasszaival segíti csapatát.